# Cordia africana
Cordia africana är en strävbladig växtart som beskrevs av Jean-Baptiste de Lamarck. Cordia africana ingår i släktet Cordia, och familjen strävbladiga växter. Inga underarter finns listade i Catalogue of Life.